# Карл Ервін Вальц
Карл Ервін Вальц (нім. Walz; також Волз (англ. Carl Erwin Walz; 6 вересня 1955, Клівленд) — астронавт НАСА, полковник ВПС США, здійснив чотири космічні польоти, в тому числі довготривалий, з перебуванням на МКС-4.

## Освіта
- Закінчив середню школу в Ліндхерст, штат Огайо, в 1973 році.
- Отримав ступінь бакалавра наук з фізики в Кентському університеті в 1977 році,
- магістра наук в галузі фізики твердого тіла в Університеті Джона Керрола, штат Огайо, в 1979 році.